# Anders Andreassen
Anders Andreassen (* 22. Mai 1944 in Kuummiit) ist ein grönländischer Politiker (Siumut) und Polizist.

## Leben
Anders Andreassen ist der Sohn der Schriftstellerin Elisa Maĸe geb. Andreassen (1916–2007). Er wurde unehelich aus einer Affäre seiner Mutter mit einem US-amerikanischen Marinesoldaten geboren. Seine Mutter heiratete 1947 den Bootsführer Jakob Maĸe (1917–1986). Über seine Mutter ist er ein Enkel des Künstlers Kârale Andreassen (1890–1934). Anders heiratete am 9. März 1968 die Ladenbesitzerin Sørine Chemnitz (1945–1994). Seit ihrem Tod ist er mit Rosa Jensen (* 1967), Tochter von Leif Jensen und seiner Frau Irine († 1997) liiert.
Anders Andreassen machte von 1961 bis 1965 eine Handelsausbildung im dänischen Helsinge. Anschließend arbeitete er 1966 bei Anva, bevor er wieder nach Grönland zog und dort als Polizist angestellt war. 1968 arbeitete er bei Den Kongelige Grønlandske Handel in Sisimiut, war aber dann von 1969 bis 1979 wieder bei der Polizei.
Er kandidierte bei der Landesratswahl 1975 und durfte den Wahlkreis Ammassalik im Landesrat vertreten. Vier Jahre später kandidierte er bei der Wahl 1979 für einen Sitz im neugegründeten Inatsisartut und wurde gewählt. Daraufhin wurde er zum Minister für Dörfer und Außendistrikte im Kabinett Motzfeldt I ernannt. Bei der Parlamentswahl 1983 musste er sich Jakob Sivertsen geschlagen geben und schied aus dem Inatsisartut aus. Auch 1984, 1987 und 1991 kandidierte er, unterlag aber immer Jakob Sivertsen.
Nach seinem Ausscheiden aus dem Parlament war er von 1983 bis 1985 wieder als Polizist in Tasiilaq tätig, bevor er nach Paamiut umzog und dort bis 1988 die Polizeistation leitete. 1990 wurde er Dorfberater für KNI in der Gemeinde Ammassalik. 1992 wurde er Vizedistriktschef und 1993 Distriktschef.
1993 wurde er zum Bürgermeister der Gemeinde Ammassalik ernannt, nachdem er bereits im Gemeinderat gesessen hatte. Auch bei der Wahl 1995 erzielte Jakob Sivertsen das Kreismandat, allerdings konnte Anders Andreassen über ein Ausgleichsmandat wieder ins Parlament einziehen. 1997 schied er als Bürgermeister aus und wurde im September 1997 als Nachfolger von Jonathan Motzfeldt zum Parlamentspräsidenten ernannt. Bei der Parlamentswahl 1999 wurde er wiedergewählt, aber als Parlamentspräsident von Johan Lund Olsen abgelöst. Bei der Wahl 2002 erhielt er nur noch 66 Stimmen und schied aus dem Inatsisartut aus. Bei der Kommunalwahl 2005 erreichte er nur den dritten Nachrückerplatz seiner Gemeinde und beendete daraufhin seine politische Karriere.
Von 1975 bis 1983 war er Aufsichtsratsmitglied bei Grønlandsfly und von 1992 bis 1995 bei KNI Service. 1999 wurde er Aufsichtsratsvorsitzender von KNI.
Am 26. August 1994 wurde ihm der Nersornaat in Silber überreicht. Am 21. Juni 1998 erhielt er zudem den Nersornaat in Gold. Zudem wurde er im August 1997 zum Ritter des Dannebrogordens ernannt.